# Katscharhi

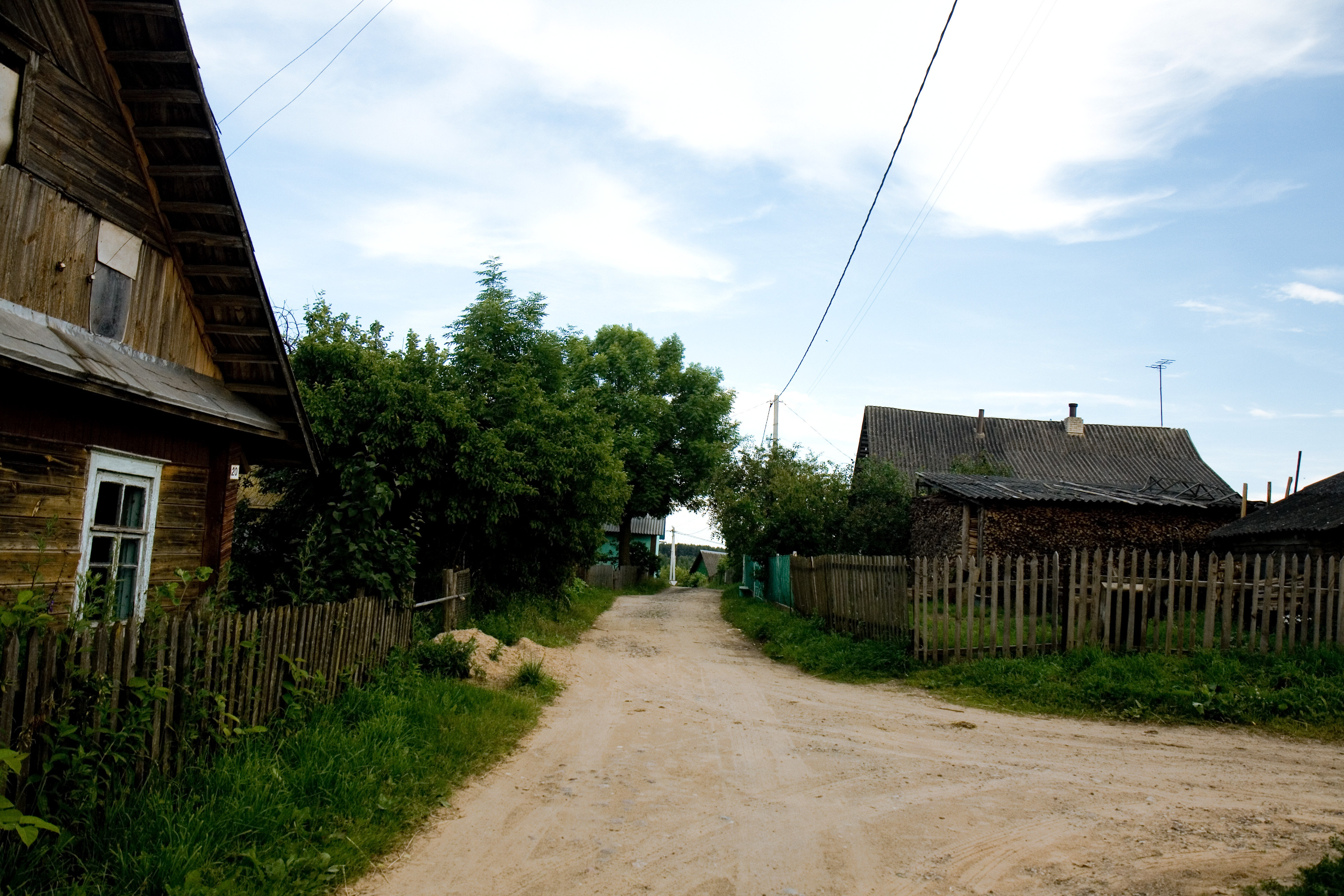
Straße im Dorf

Katscharhi (belarussisch Качаргі) ist ein Dorf im Rajon Mjadsel in der Minskaja Woblasz in Belarus. Katscharhi ist administrativ in den Selsawet Mjadsel eingegliedert. Im Jahre 2005 hatte das Dorf 38 Gutshöfe und 87 Einwohner.

## Geographie
Das Dorf liegt in der malerischen Gegend am Mjastra-See.